# Kommunalreform in Norwegen
Als Kommunalreform in Norwegen bezeichnet man die in einem Gesetz vom Juni 2017 beschlossene Neueinteilung der norwegischen Kommunen, die von der Regierung Solberg durchgeführt wurde. Sie lief parallel zur Regionalreform ab und wurde am 1. Januar 2020 abgeschlossen. Norwegen ist seitdem in 356 Kommunen eingeteilt.
Mit der Regierung Støre kam im Herbst 2021 eine Regierung an die Macht, die mit Planungen begann, die Regional- und Kommunalreform in Teilen rückgängig zu machen. Im Juni 2022 wurde mit der Aufspaltung von Ålesund und Haram eine Auflösung beschlossen.

## Geschichte
Im Dezember 2014 empfahl eine Expertenauswahl, die Anzahl an Kommunen zu senken, indem man eine Mindestanzahl an Einwohnern für die Gemeinden setzt. Die Experten schlugen vor, eine Zahl zwischen 15.000 und 20.000 Einwohner zu verwenden.
Befürworter der Reform waren vor allem die Parteien rechts der Mitte, die Høyre-Partei und die Fremskrittspartiet (FrP). Als Begründung für die Notwendigkeit der Reform gab die Regierung an, dass jede Gemeinde über genügend finanzielle und personelle Ressourcen verfügen solle, um den an sie gerichteten Anforderungen gerecht werden zu können. Die sozialdemokratische Arbeiderpartiet (Ap) setzte sich dafür ein, keine Gemeinden gegen ihren Willen zusammenzuführen. Größter Gegner der Reform war von Beginn ab die vor allem in den ländlichen Gebieten stark vertretene Senterpartiet (Sp).
Im Frühjahr 2017 veröffentlichte die Regierung Solberg ihren Gesetzesvorschlag zur neuen Einteilung der Kommunen. In diesem war die Reduktion der Kommunenanzahl von 426 auf 358 vorgesehen. 32 der Kommunen, die laut diesem Vorschlag zu neuen Kommunen übergehen sollten, waren gegen diese Zusammenlegung. Das norwegische Parlament Storting stimmte im Juni 2017 für diese Reform.
Bereits die Kommunalwahlen im September 2019 wurden unter Berücksichtigung der neuen Grenzen durchgeführt. Mit dem 1. Januar 2020 wurde die Reform abgeschlossen. In vielen Kommunen mussten Straßen umbenannt werden, da es sonst zu Adressdopplungen gekommen wäre.
Die Regierung Støre begann einen Prozess, um die Regional- und Kommunalreform in Teilen rückgängig zu machen. 13 gegen ihren Willen zusammengelegten Kommunen erhielten die Möglichkeit, bis zum 1. März 2022 einen Antrag auf Auflösung zu stellen. Lediglich in Ålesund wurde beschlossen, dass Haram abgespalten werden sollte. Im Juni 2022 verabschiedete das Storting das dazu nötige Gesetz.

## Zusammenlegungen
Bei der Reform wurden 119 Kommunen zu 47 neuen zusammengeführt, so dass sich die Gesamtzahl der Gemeinden im Anschluss auf 356 belief.
| neue Kommune   | alte Kommunen                                   | Provinz                     | Datum der Zusammenlegung | Anmerkung                                |
| -------------- | ----------------------------------------------- | --------------------------- | ------------------------ | ---------------------------------------- |
| Sandefjord     | Sandefjord, Andebu, Stokke                      | Vestfold                    | 1. Januar 2017           |                                          |
| Indre Fosen    | Rissa, Leksvik                                  | Trøndelag                   | 1. Januar 2018           |                                          |
| Larvik         | Larvik, Lardal                                  | Vestfold                    | 1. Januar 2018           |                                          |
| Holmestrand    | Hof, Holmestrand                                | Vestfold                    | 1. Januar 2018           |                                          |
| Færder         | Tjøme, Nøtterøy                                 | Vestfold                    | 1. Januar 2018           |                                          |
| Moss           | Moss, Rygge                                     | Viken                       | 1. Januar 2020           |                                          |
| Indre Østfold  | Askim, Eidsberg, Hobøl, Spydeberg, Trøgstad     | Viken                       | 1. Januar 2020           | nicht freiwillig                         |
| Aurskog-Høland | Aurskog-Høland, Rømskog                         | Viken                       | 1. Januar 2020           |                                          |
| Nordre Follo   | Oppegård, Ski                                   | Viken                       | 1. Januar 2020           |                                          |
| Lillestrøm     | Skedsmo, Fet, Sørum                             | Viken                       | 1. Januar 2020           | nicht freiwillig                         |
| Asker          | Asker, Hurum, Røyken                            | Viken                       | 1. Januar 2020           |                                          |
| Drammen        | Drammen, Nedre Eiker, Svelvik                   | Viken                       | 1. Januar 2020           |                                          |
| Holmestrand    | Holmestrand, Sande                              | Vestfold og Telemark        | 1. Januar 2020           |                                          |
| Tønsberg       | Re, Tønsberg                                    | Vestfold og Telemark        | 1. Januar 2020           |                                          |
| Midt-Telemark  | Bø, Sauherad                                    | Vestfold og Telemark        | 1. Januar 2020           |                                          |
| Lyngdal        | Audnedal, Lyngdal                               | Agder                       | 1. Januar 2020           |                                          |
| Kristiansand   | Kristiansand, Songdalen, Søgne                  | Agder                       | 1. Januar 2020           | nicht freiwillig                         |
| Lindesnes      | Lindesnes, Mandal, Marnardal                    | Agder                       | 1. Januar 2020           | nicht freiwillig                         |
| Stavanger      | Finnøy, Rennesøy, Stavanger                     | Rogaland                    | 1. Januar 2020           |                                          |
| Sandnes        | Forsand, Sandnes                                | Rogaland                    | 1. Januar 2020           |                                          |
| Øygarden       | Fjell, Sund, Øygarden                           | Vestland                    | 1. Januar 2020           |                                          |
| Alver          | Radøy, Lindås, Meland                           | Vestland                    | 1. Januar 2020           |                                          |
| Bjørnafjorden  | Fusa, Os                                        | Vestland                    | 1. Januar 2020           |                                          |
| Ullensvang     | Jondal, Odda, Ullensvang                        | Vestland                    | 1. Januar 2020           |                                          |
| Voss           | Granvin, Voss                                   | Vestland                    | 1. Januar 2020           |                                          |
| Sunnfjord      | Førde, Naustdal, Gaular, Jølster                | Vestland                    | 1. Januar 2020           |                                          |
| Kinn           | Flora, Vågsøy (ohne Ortschaft Bryggja)          | Vestland                    | 1. Januar 2020           |                                          |
| Stad           | Eid, Selje, Bryggja (Kommune Vågsøy)            | Vestland                    | 1. Januar 2020           |                                          |
| Sogndal        | Balestrand, Leikanger, Sogndal                  | Vestland                    | 1. Januar 2020           | nicht freiwillig                         |
| Volda          | Hornindal, Volda                                | Møre og Romsdal             | 1. Januar 2020           |                                          |
| Ålesund        | Ålesund, Haram, Sandøy, Skodje, Ørskog          | Møre og Romsdal             | 1. Januar 2020           | nicht freiwillig                         |
| Fjord          | Norddal, Stordal                                | Møre og Romsdal             | 1. Januar 2020           |                                          |
| Hustadvika     | Eide, Fræna                                     | Møre og Romsdal             | 1. Januar 2020           |                                          |
| Molde          | Midsund, Molde, Nesset                          | Møre og Romsdal             | 1. Januar 2020           |                                          |
| Heim           | Hemne, Halsa, Snillfjord                        | Møre og Romsdal, Trøndelag  | 1. Januar 2020           |                                          |
| Hitra          | Hitra, Snillfjord (teilweise)                   | Trøndelag                   | 1. Januar 2020           |                                          |
| Orkland        | Orkdal, Agdenes, Snillfjord (teilweise), Meldal | Trøndelag                   | 1. Januar 2020           |                                          |
| Trondheim      | Klæbu, Trondheim                                | Trøndelag                   | 1. Januar 2020           |                                          |
| Ørland         | Bjugn, Ørland                                   | Trøndelag                   | 1. Januar 2020           | nicht freiwillig                         |
| Åfjord         | Roan, Åfjord                                    | Trøndelag                   | 1. Januar 2020           |                                          |
| Steinkjer      | Steinkjer, Verran                               | Trøndelag                   | 1. Januar 2020           |                                          |
| Namsos         | Namdalseid, Namsos, Fosnes                      | Trøndelag                   | 1. Januar 2020           |                                          |
| Nærøysund      | Vikna, Nærøy                                    | Trøndelag                   | 1. Januar 2020           | nicht freiwillig                         |
| Narvik         | Narvik, Ballangen, Tysfjord (teilweise)         | Nordland                    | 1. Januar 2020           | Zerteilung von Tysfjord nicht freiwillig |
| Hamarøy        | Hamarøy, Tysfjord (teilweise)                   | Nordland                    | 1. Januar 2020           | Zerteilung von Tysfjord nicht freiwillig |
| Tjeldsund      | Skånland, Tjeldsund                             | Nordland, Troms og Finnmark | 1. Januar 2020           |                                          |
| Senja          | Berg, Lenvik, Torsken, Tranøy                   | Troms og Finnmark           | 1. Januar 2020           | nicht freiwillig                         |
| Hammerfest     | Hammerfest, Kvalsund                            | Troms og Finnmark           | 1. Januar 2020           |                                          |